# António de Amaral de Meneses
António de Amaral de Meneses est le 19e et dernier gouverneur du Ceylan portugais, avant que le Portugal ne perde la colonie au profit des Provinces-Unies, et que le Ceylan portugais ne devienne le Ceylan néerlandais.